# Mercadotecnia 1×1
Mercadotecnia 1×1 (también conocida como mercadotecnia personalizada o mercadotecnia uno a uno) es una estrategia que usa la mercadotecnia para identificar los diferentes tipos de clientes y la manera de interactuar con ellos, además de ofrecerles productos personalizados y de su interés, gracias a datos almacenados previamente, basándose en su historial de compras y en los artículos que les llamaron la atención.
“El marketing personal consiste en, a partir de unos objetivos marcados de vida personal y/o profesional, elegir las estrategias y herramientas más adecuadas para conseguir estos objetivos, teniendo en cuenta la realidad de las personas que conviven con nosotros a nivel de relación y en muchas ocasiones en competencia, y todo ello dentro de un entorno cambiante”
“El marketing personal es un factor muy importante para alcanzar el éxito profesional y personal, ya que permite, a quien lo efectúe de manera correcta, “vender” efectivamente su imagen, para lograr los objetivos o metas propuestas.”

## Mercadotecnia 1x1 (personalizada)
Para poder definir al marketing personalizado, es importante saber primeramente lo que es el marketing, según Philip Kotler y Kevin Lane Keller, el marketing consiste en identificar y satisfacer las necesidades de las personas y de la sociedad. Una de las definiciones más cortas de marketing dice que consiste en “satisfacer necesidades de forma rentable”.
El marketing personalizado, también conocido como marketing individual, se ha vuelto útil para los comerciantes minoristas. El tamaño del mercado, con mayor magnitud que el de internet, demandó una diferente aproximación tecnológica, siendo el resultado del e-Commerce donde se facilita la interacción cliente-vendedor.
Muchos minoristas atraen a sus clientes a las tiendas físicamente ofreciendo artículos con descuentos que son seleccionados automáticamente para atraer al destinatario individualmente. La interactividad se produce a través de reembolsos registrados por sistemas de venta. La personalización puede ser más acertada cuando se basa únicamente en registros individuales de compra porque simplifica y repite la naturaleza de las empresas que tienen presencia física (y no virtuales o en línea) de compras al por menor, por ejemplo supermercados de gran tamaño.
El marketing personalizado o marketing para el segmento de uno a uno, también se practica por los servicios de proveedores de telecomunicaciones avanzadas. La implementación en este caso es más sofisticada en comparación al marketing de internet ya que hay una necesidad de una solución que puede integrar varias fuentes de datos dentro de la red y tiene capacidades de cumplimiento en tiempo real.
Don Peppers y Martha Rogers, en su libro, “The One to One Future”, hablan sobre las gestiones de los clientes en lugar de productos, diferenciando a los clientes, no solo a los productos, midiendo la participación de los clientes y no la participación del mercado, desarrollando las economías de gama en lugar de las economías de escala. Ellos también describen el marketing personalizado como un proceso de cuatro fases: identificación de clientes potenciales; determinar sus necesidades y su valor de vida para la compañía; interacción con los clientes para aprender de ellos; y la personalización de productos, servicios, y comunicaciones a clientes individualmente.
Algunos ejecutivos (incluyendo a Peppers y Rogers) usan el término “marketing 1x1”, un término que ha sido malinterpretado por algunos ya que rara vez hay un solo individuo a ambos lados de la transacción. Los procesos de decisión del comprador normalmente involucran a varias personas, al igual que los esfuerzos de los comerciantes. Sin embargo, la excelente metáfora se refiere al objetivo de una sola fuente de mensaje (tienda) para un único “destinatario” (hogar), una analogía tecnológica para la pequeña empresa independiente, es decir, de propiedad familiar con una base de 10 millones de clientes.

## Mercadotecnia en Internet
El marketing personalizado es más usado en medios interactivos como internet. Ya que un sitio web puede realizar un historial de los intereses del consumidor y hacer sugerencias posteriores para éste. Muchos sitios ayudan a los consumidores a tomar decisiones de que comprar organizando su información y dándole prioridad a esta basándose en sus gustos y compras anteriores. En algunos casos ya existe una configuración de sistema que permite al cliente poder configurar el producto mismo. El movimiento empresarial durante la web 1.0 aprovechó las bases de datos para dar a conocer productos, anuncios y servicios específicos a usuarios que tuvieran esas cualidades o características específicas. Este concepto fue patrocinado por páginas web cómo BoardVision, ATG y BEA. Amazon, es un ejemplo claro de una compañía que lleva a cabo “marketing 1x1” ofreciendo a usuarios específicos ofertas y producto relacionados con sus compras anteriores.
Personalización es el término que posteriormente siguió como una forma de describir la evolución del marketing en internet.

## Detonadores
Existen muchas causas que impulsaron a que la mercadotecnia personalizada tuviera un enorme impacto en los consumidores, factores económicos, tecnológicos, sociales, etc. Han cambiado la forma de fabricar un producto o brindar un servicio, gracias a esto, los consumidores están informados de una oferta descomunal de productos y servicios que tienen a su disposición y exigen uno diseñado acorde a sus necesidades específicas. 

## Estrategias
Mercadotecnia 1x1 toma las estrategias de mercadotecnia y las aplica directamente a un consumidor en específico. Teniendo el conocimiento de las preferencias del consumidor, hace posible la opción de sugerirles productos específicos y promociones idóneas para él. El marketing 1x1 se basa en cuatro pasos principales: identificar, diferenciar, interactuar y personalizar.